# Copa Aldao 1919
La Copa Aldao 1919 fue la quinta edición del torneo organizado por AFA y AUF. Enfrentó a Boca Juniors de Argentina, ganador del Campeonato de Primera División 1919; y a Nacional de Uruguay, ganador del Campeonato de Primera División 1919.
La final se disputó a partido único el 16 de mayo de 1920 en el Estadio Gran Parque Central de Montevideo. Se consagró campeón Nacional venciendo por 3 a 0. De esta manera, ganó su segundo título en el torneo.

## Clubes clasificados
Clasificaron como campeones de 1919 en sus respectivas ligas.
| AAF (Argentina) |  | Boca Juniors |  | Campeón de Primera División de Argentina (1919) |
| AUF (Uruguay)   |  | Nacional     |  | Campeón de Primera División de Uruguay (1919)   |

## Partido
|  | POR | Andrés Mazali     |  |
|  | DEF | Antonio Urdinarán |  |
|  | DEF | Alfredo Foglino   |  |
|  | MED | Rogelio Naguil    |  |
|  | MED | Alfredo Zibechi   |  |
|  | MED | José Vanzzino     |  |
|  | DEL | Pascual Somma     |  |
|  | DEL | Héctor Scarone    |  |
|  | DEL | Santos Urdinarán  |  |
|  | DEL | Ángel Romano      |  |
|  | DEL | José Pena         |  |
|  |     |                   |  |

|  | POR | Américo Tesoriere  |  |
|  | DEF | Antonio Cortella   |  |
|  | DEF | José Ortega        |  |
|  | MED | José Alfredo López |  |
|  | MED | Mario Busso        |  |
|  | MED | Alfredo Elli       |  |
|  | DEL | Pedro Calomino     |  |
|  | DEL | Zoilo Canavery     |  |
|  | DEL | Alfredo Martín     |  |
|  | DEL | Alfredo Garasini   |  |
|  | DEL | Pedro Miranda      |  |
|  |     |                    |  |

| Anotado | 21' | Héctor Scarone | 1-0 |
| Anotado | 26' | Ángel Romano   | 2-0 |
| Anotado | 61' | Pascual Somma  | 3-0 |

| Árbitro | Martín Aphesteguy |
|         |                   |
|         |                   |

|  | POR | Andrés Mazali     |  |
|  | DEF | Antonio Urdinarán |  |
|  | DEF | Alfredo Foglino   |  |
|  | MED | Rogelio Naguil    |  |
|  | MED | Alfredo Zibechi   |  |
|  | MED | José Vanzzino     |  |
|  | DEL | Pascual Somma     |  |
|  | DEL | Héctor Scarone    |  |
|  | DEL | Santos Urdinarán  |  |
|  | DEL | Ángel Romano      |  |
|  | DEL | José Pena         |  |
|  |     |                   |  |

|  | POR | Américo Tesoriere  |  |
|  | DEF | Antonio Cortella   |  |
|  | DEF | José Ortega        |  |
|  | MED | José Alfredo López |  |
|  | MED | Mario Busso        |  |
|  | MED | Alfredo Elli       |  |
|  | DEL | Pedro Calomino     |  |
|  | DEL | Zoilo Canavery     |  |
|  | DEL | Alfredo Martín     |  |
|  | DEL | Alfredo Garasini   |  |
|  | DEL | Pedro Miranda      |  |
|  |     |                    |  |

| Anotado | 21' | Héctor Scarone | 1-0 |
| Anotado | 26' | Ángel Romano   | 2-0 |
| Anotado | 61' | Pascual Somma  | 3-0 |

| Árbitro | Martín Aphesteguy |
|         |                   |
|         |                   |

|                             |
| Bandera de Uruguay          |
| Campeón Nacional 2.º título |